# NGC 3227
NGC 3227 es una galaxia espiral interaccionando con la galaxia enana elíptica NGC 3226. Se encuentran en la constelación de Leo, 50' al este de Algieba (γ Leonis). Su magnitud aparente es 11,1. Fueron descubiertas por William Herschel en 1784.
NGC 3227 es una galaxia Seyfert con núcleo activo (AGN). En este tipo de galaxias se piensa que existe un agujero negro supermasivo en su centro. Como en otros objetos AGN, el núcleo de NGC 3227 es una fuente variable de rayos X, cuyo período varía desde unas pocas horas a unos meses. Se encuentra a 77 millones de años luz de la Tierra.